# Макино (округ)
Макино или Ма́кинак (англ. Mackinac County) — округ в штате Мичиган, США. Официально образован 26 октября 1818 года. По состоянию на 2010 год, численность населения составляла 11 113 человек.

## География
По данным Бюро переписи США, общая площадь округа равняется 5 441,595 км2, из которых 2 646,983 км2 суша и 2 794,613 км2 или 51,000 % это водоёмы.

## Население
По данным переписи населения 2010 года в округе проживает 11 113 жителей в составе 5 024 домашних хозяйств и 3 219 семей. Плотность населения составляет 5,00 человек на км2. На территории округа насчитывается 11 010 жилых строений, при плотности застройки около 4,00-х строений на км2. Расовый состав населения: белые — 76,50 %, афроамериканцы — 17,30 %, коренные американцы (индейцы) — 0,50 %, азиаты — 0,20 %, гавайцы — 0,00 %, представители других рас — 0,20 %, представители двух или более рас — 5,30 %. Испаноязычные составляли 1,10 % населения независимо от расы.
В составе 20,90 % из общего числа домашних хозяйств проживают дети в возрасте до 18 лет, 51,30 % домашних хозяйств представляют собой супружеские пары проживающие вместе, 8,10 % домашних хозяйств представляют собой одиноких женщин без супруга, 35,90 % домашних хозяйств не имеют отношения к семьям, 31,00 % домашних хозяйств состоят из одного человека, 14,30 % домашних хозяйств состоят из престарелых (65 лет и старше), проживающих в одиночестве. Средний размер домашнего хозяйства составляет 2,19 человека, и средний размер семьи 2,70 человека.
Возрастной состав округа: 18,70 % моложе 18 лет, 5,50 % от 18 до 24, 19,30 % от 25 до 44, 34,00 % от 45 до 64 и 34,00 % от 65 и старше. Средний возраст жителя округа 49 лет. Гендерный состав населения: 50,5 % мужчин и 49,5 % женщин.
Средний доход на домохозяйство в округе составлял 39 055 USD, на семью — 50 984 USD. Доход на душу населения составлял 22 195 USD. Около 10,50 % семей и 14,10 % общего населения находились ниже черты бедности, в том числе — 19,30 % молодежи (тех, кому ещё не исполнилось 18 лет) и 6,20 % тех, кому было уже больше 65 лет.